# Liste der Biografien/Mab
Liste der Biografien |
Portal Biografien |
Personensuche
# |
A |
B |
C |
D |
E |
F |
G |
H |
I |
J |
K |
L |
M |
N |
O |
P |
Q |
R |
S |
T |
U |
V |
W |
X |
Y |
Z |
?
 
Ma |
Mb |
Mc |
Md |
Me |
Mf |
Mg |
Mh |
Mi |
Mj |
Mk |
Ml |
Mm |
Mn |
Mo |
Mp |
Mq |
Mr |
Ms |
Mt |
Mu |
Mv |
Mw |
Mx |
My |
Mz
 
Maa |
Mab |
Mac |
Mad |
Mae |
Maf |
Mag |
Mah |
Mai |
Maj |
Mak |
Mal |
Mam |
Man |
Mao |
Map |
Maq |
Mar |
Mas |
Mat |
Mau |
Mav |
Maw |
Max |
May |
Maz
Die Liste der Biografien führt alle Personen auf, die in der deutschsprachigen Wikipedia einen Artikel haben. Dieses ist eine Teilliste mit 93 Einträgen von Personen, deren Namen mit den Buchstaben „Mab“ beginnt.

## Mab

### Maba
- Mabanag, Alejo (* 1886), philippinischer Politiker und Jurist
- Mabanckou, Alain (* 1966), kongolesischer Schriftsteller
- Mabane, William, 1. Baron Mabane (1895–1969), britischer Politiker, Unterhausabgeordneter und Peer
- ’Mabathoana, Emanuel (1904–1966), lesothischer Ordensgeistlicher, Erzbischof von Maseru, Linguist

### Mabb
- Mabbitt, Craig (* 1987), US-amerikanischer SängerCraig Mabbitt (* 1987)

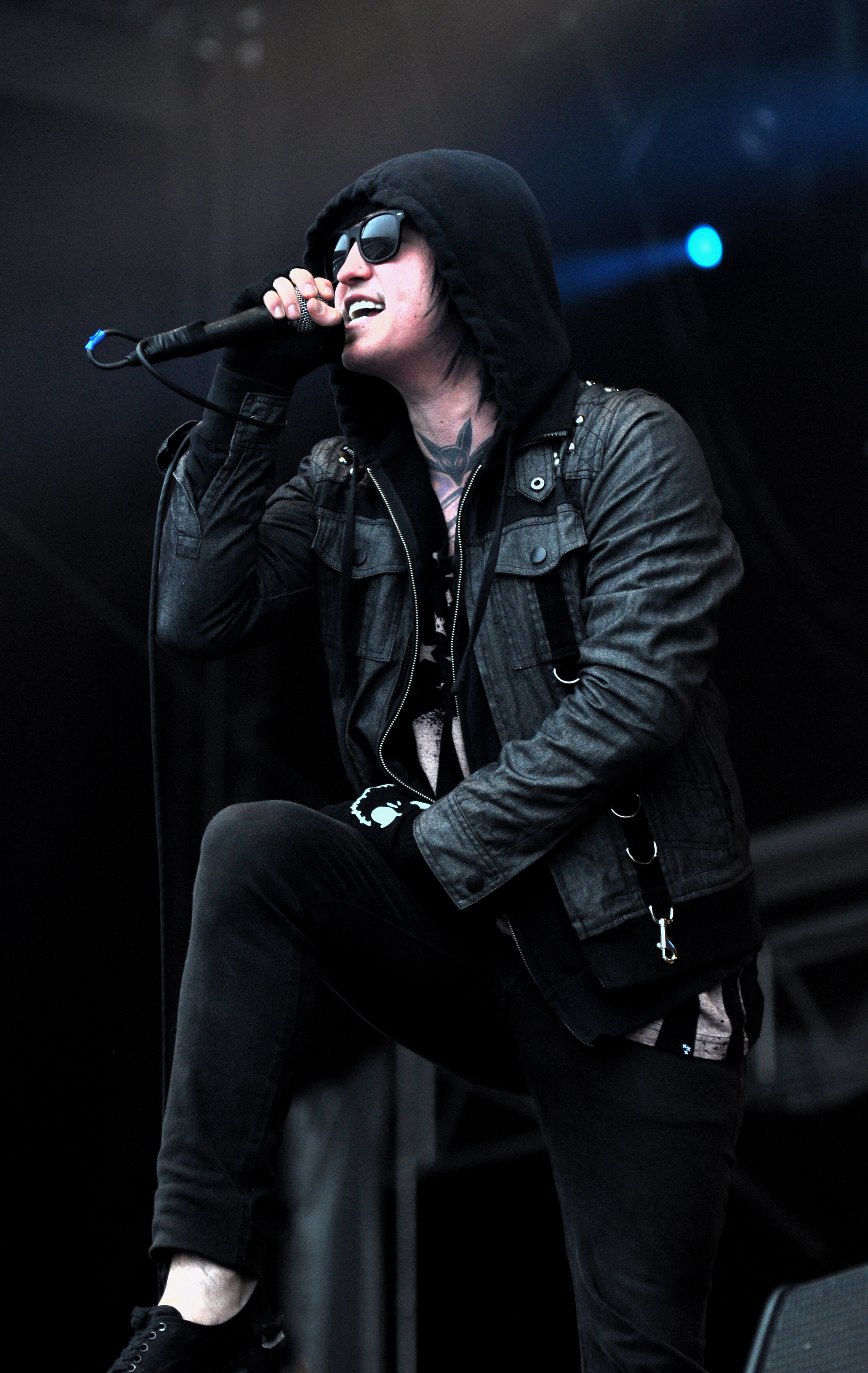
Craig Mabbitt (* 1987)

- Mabbott, Barrie (* 1960), neuseeländischer Ruderer
- Mabbott, Thomas Ollive (1898–1968), US-amerikanischer Literaturwissenschaftler, Edgar-Allan-Poe-Forscher, Bibliophiler und Numismatiker
- Mabboux, Alexandre (* 1991), französischer Skispringer
- Mabboux, Philippe (* 1957), französischer Organist und Komponist
- Mabbutt, Gary (* 1961), englischer Fußballspieler

### Mabe
- Mabe, Jacob (* 1959), Politikwissenschaftler und Philosoph
- Mabe, Manabu (1924–1997), brasilianischer Maler, Graveur und Illustrator
- Mabe, Pule (* 1980), südafrikanischer Politiker und Journalist
- Mabel (* 1996), britisch-schwedische R&B-Sängerin und Songwriterin
- Mabel FitzRobert († 1157), anglonormannische Adlige
- Mabel von Bury St Edmunds, englische Stickerin
- Mabel, Mabel (* 1951), argentinische Tangosängerin
- Mabélé, Aurlus (1953–2020), kongolesischer Musiker
- Mabella, Yann (* 1996), kongolesisch-französischer Fußballspieler
- Mabellini, Teodulo (1817–1897), italienischer Komponist
- Mabellon, Artur (1888–1961), französischer Bogenschütze
- Mabergs, Sofia (* 1993), schwedische Curlerin
- Maberly, Kate (* 1982), englische Schauspielerin
- Maberly, Polly (* 1976), britische Schauspielerin
- Mabern, Harold (1936–2019), US-amerikanischer Jazz-Pianist
- Mabey, Charles R. (1877–1959), US-amerikanischer Politiker

### Mabh
- Mabhida, Moses (1923–1986), südafrikanischer Gewerkschaftsführer und Politiker
- Mabhongo, Xolisa Mfundiso (* 1972), südafrikanischer Politiker und Diplomat
- Mabhuh, Mahmud al- (1960–2010), palästinensischer Hamas-Führer und Mitglied der Qassam-Brigaden

### Mabi
- Mabiala, Larrys (* 1987), französisch-kongolesischer Fußballspieler
- Mabika, Yolande (* 1987), kongolesische Judoka; Olympiateilnehmerin 2016
- Mabil, Awer (* 1995), australischer Fußballspieler
- Mabile de Bellême († 1079), normannische Baronsgattin
- Mabile, Jean-Pierre (1800–1877), französischer Bischof
- Mabiletsa, France (* 1962), botswanischer Boxer
- Mabilia, Marcelo (* 1972), brasilianischer Fußballspieler und Fußballtrainer
- Mabillard, Catherine (* 1964), Schweizer Skibergsteigerin
- Mabillard, Max (1945–2001), Schweizer Journalist
- Mabillard, Ramon (* 1972), Schweizer Jurist, Anwalt und Hochschullehrer
- Mabillard, Roger (1925–2004), Schweizer Militärperson
- Mabille, Florent (* 1996), belgischer Sprinter
- Mabillon, Jean (1632–1707), Begründer der Historischen Hilfswissenschaften
- Mabini, Apolinario (1864–1903), philippinischer Theoretiker, Nationalheld und Verfasser der ersten Verfassung
- Mabius, Eric (* 1971), US-amerikanischer SchauspielerEric Mabius (* 1971)

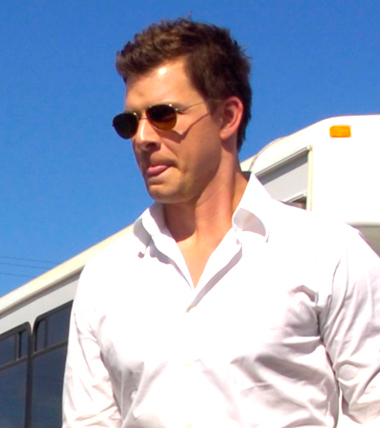
Eric Mabius (* 1971)

- Mabizela, Mbulelo (* 1980), südafrikanischer Fußballspieler

### Mabk
- Mabkhout, Ali (* 1990), Fußballspieler aus den Vereinigten Arabischen Emiraten

### Mabl
- Mabley, Moms (1897–1975), US-amerikanische Komikerin, Schauspielerin und Sängerin
- Mably, Gabriel Bonnot de (1709–1785), französischer Politiker und Philosoph
- Mably, Luke (* 1976), britischer Schauspieler

### Mabo
- Mabo, Anna (* 1996), österreichische Theaterregisseurin und Musikerin
- Mabo, Eddie (1936–1992), australischer Führer und Liedermacher der Torres-Strait-Insulaner
- Mabon, Dickson (1925–2008), britischer Politiker (Labour, SDP), Mitglied des House of Commons
- Mabon, Willie (1925–1985), US-amerikanischer Bluesmusiker
- Mabona, Sipho (* 1980), Schweizer Origami-Künstler
- Mabota, Alice (1949–2023), mosambikanische Menschenrechtsaktivistin und Vorsitzende der mosambikanischen Menschenrechtsliga
- Mabote, Sebastião Marcos (1941–2001), mosambikanischer Politiker und Generaloberst
- Mabouka, Ernest (* 1988), kamerunischer Fußballspieler

### Mabr
- Mabrey, Sunny (* 1975), US-amerikanische SchauspielerinSunny Mabrey (* 1975)

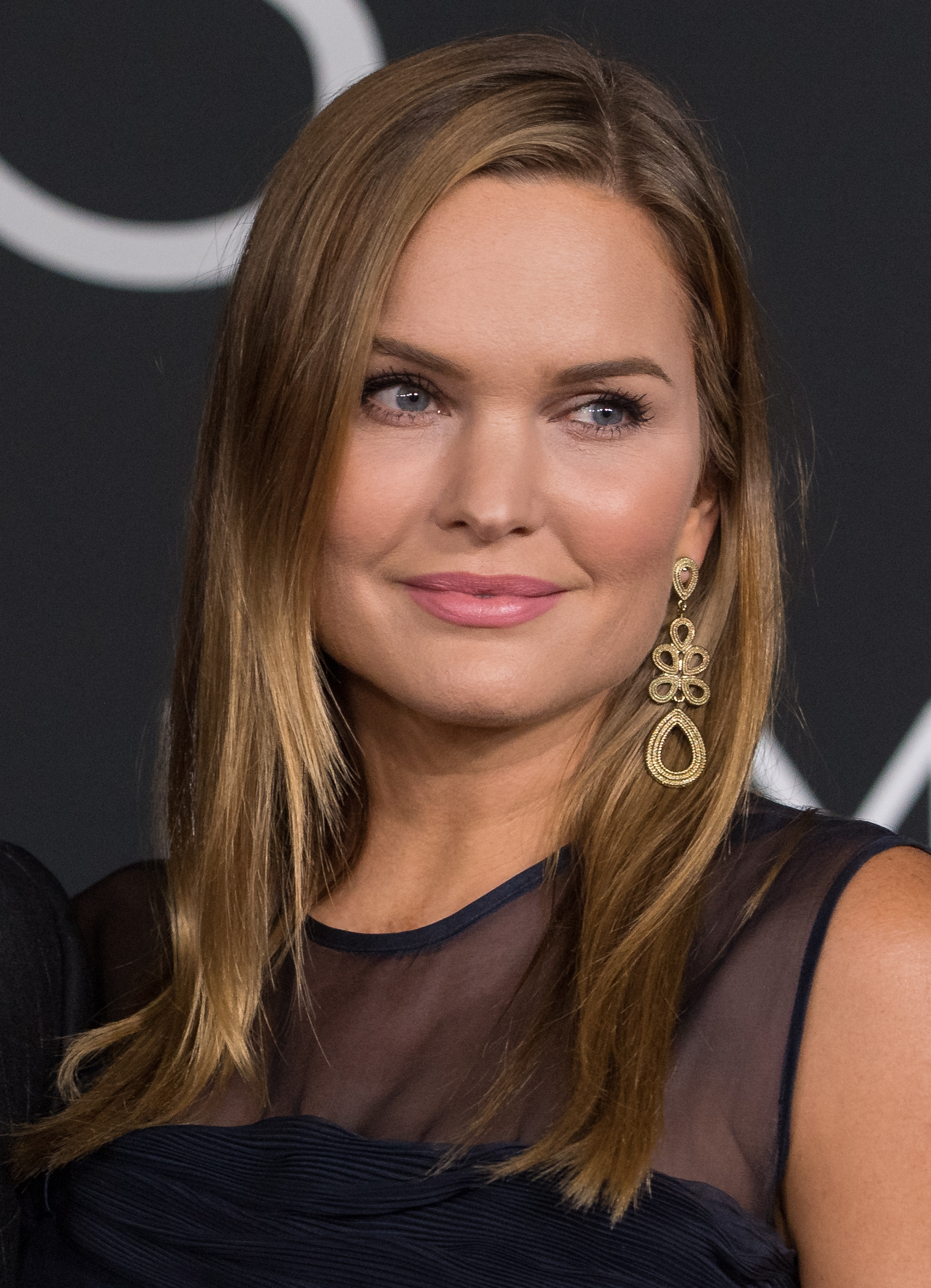
Sunny Mabrey (* 1975)

- Mabri Toikeusse, Albert (* 1962), ivorischer Politiker
- Mabrouk, Alia (* 1945), tunesische Schriftstellerin
- Mabrouk, Hédi (1921–2000), tunesischer Diplomat und Politiker der Sozialistischen Destur-Partei
- Mabrouk, Sonia (* 1977), französisch-tunesische Journalistin
- Mabry, Drake (* 1950), US-amerikanischer Komponist, Neyflötist, Ebrukünstler und Musikpädagoge
- Mabry, George L. Jr. (1917–1990), US-amerikanischer Offizier, Generalmajor der US-Army
- Mabry, Hannelore (1930–2013), deutsche, Autorin, Journalistin, Frauenrechtlerin, Soziologin, Synchronsprecherin
- Mabry, Milton H. (1851–1919), US-amerikanischer Jurist und Politiker
- Mabry, Moss (1918–2006), US-amerikanischer Kostümbildner
- Mabry, Thomas J. (1884–1962), US-amerikanischer Jurist und Politiker
- Mabry, Tina (* 1978), US-amerikanische Regisseurin und Produzentin

### Mabu
- Mabuchi, Hideo (* 1971), US-amerikanischer Physiker
- Mabuchi, Ryo (1933–2021), japanischer Wasserspringer
- Mabuchi, Sumio (* 1960), japanischer Politiker
- Mabuinus, spätantiker Goldschmied
- Mabuku, John († 2008), namibischer Gouverneur der Region Caprivi, Caprivi-Autonomist und Mitglied der Demokratischen Turnhallenallianz
- Mabula, Bernard (1920–2007), tansanischer Bischof von Singida
- Mabulo, Louise Emmanuelle (* 1998), philippinische Umweltaktivistin und Sozialunternehmerin
- Mabumba, David (* 1971), sambischer Politiker
- Mabuni, Ken’ei (1918–2015), japanischer Karatemeister
- Mabuni, Kenwa (1889–1952), japanischer Karatemeister
- Mabury, Scott, Umweltchemiker
- Mabus, Ray (* 1948), US-amerikanischer Politiker
- Mabuse, Motsi (* 1981), südafrikanische Tänzerin
- Mabuse, Otlile (* 1990), südafrikanische Tänzerin und Tanzsporttrainerin
- Mabuse, Sipho (* 1951), südafrikanischer Musiker
- Mabutas, Antonio Lloren (1921–1999), philippinischer Geistlicher, Erzbischof von Davao
- Mabuza Ncube, Raphael Macebo (* 1973), simbabwischer Geistlicher, römisch-katholischer Bischof von Hwange
- Mabuza, David (1960–2025), südafrikanischer PolitikerDavid Mabuza (1960–2025)

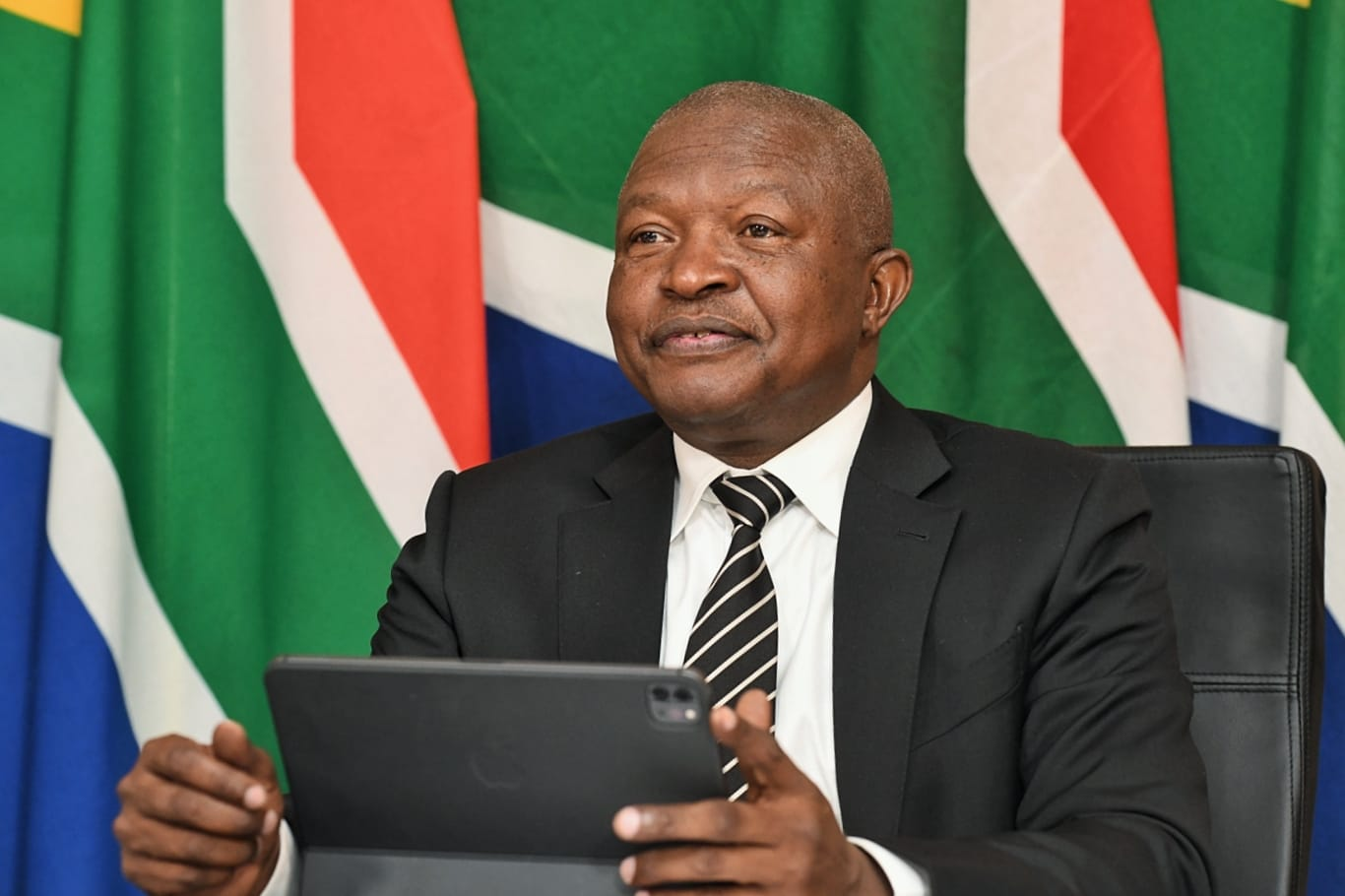
David Mabuza (1960–2025)

- Mabuza, Dumsane (* 1968), eswatinischer Boxer
- Mabuza, Early († 1969), südafrikanischer Jazzmusiker
- Mabuza, Lindiwe (1938–2021), südafrikanische Diplomatin und Poetin
- Mabuza, Qinisile, Richterin in Eswatini
- Mabuza, Richard (1946–2018), eswatinischer Langstreckenläufer

### Maby
- Maby, Graham (* 1952), englischer Musiker